# Uileacu Șimleului
Uileacu Șimleului (węg. Somlyóújlak) – wieś w Rumunii, w okręgu Sălaj, w gminie Măeriște. W 2011 roku liczyła 442 mieszkańców.